# Schloss Hohenpetersdorf

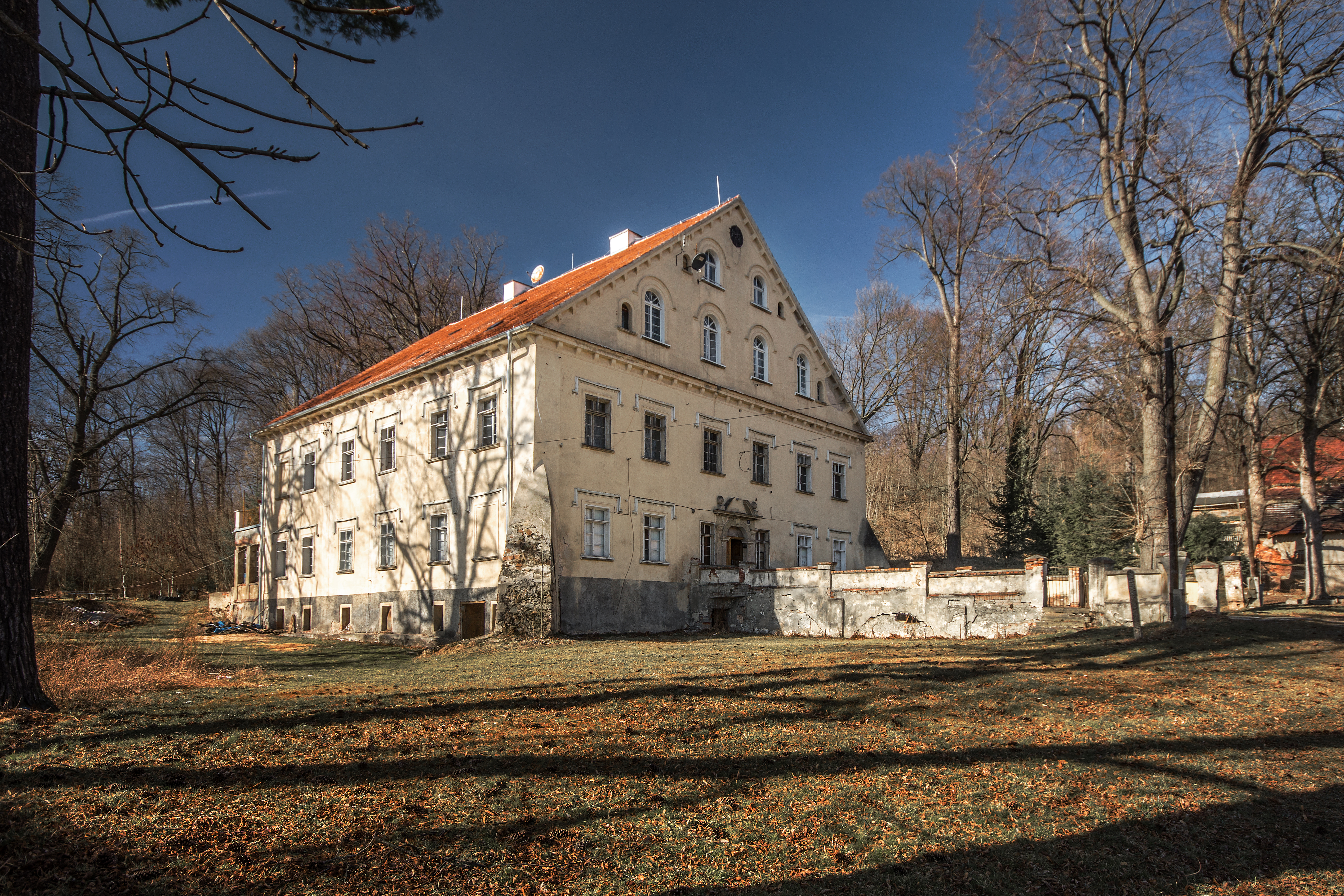
Schloss Hohenpetersdorf

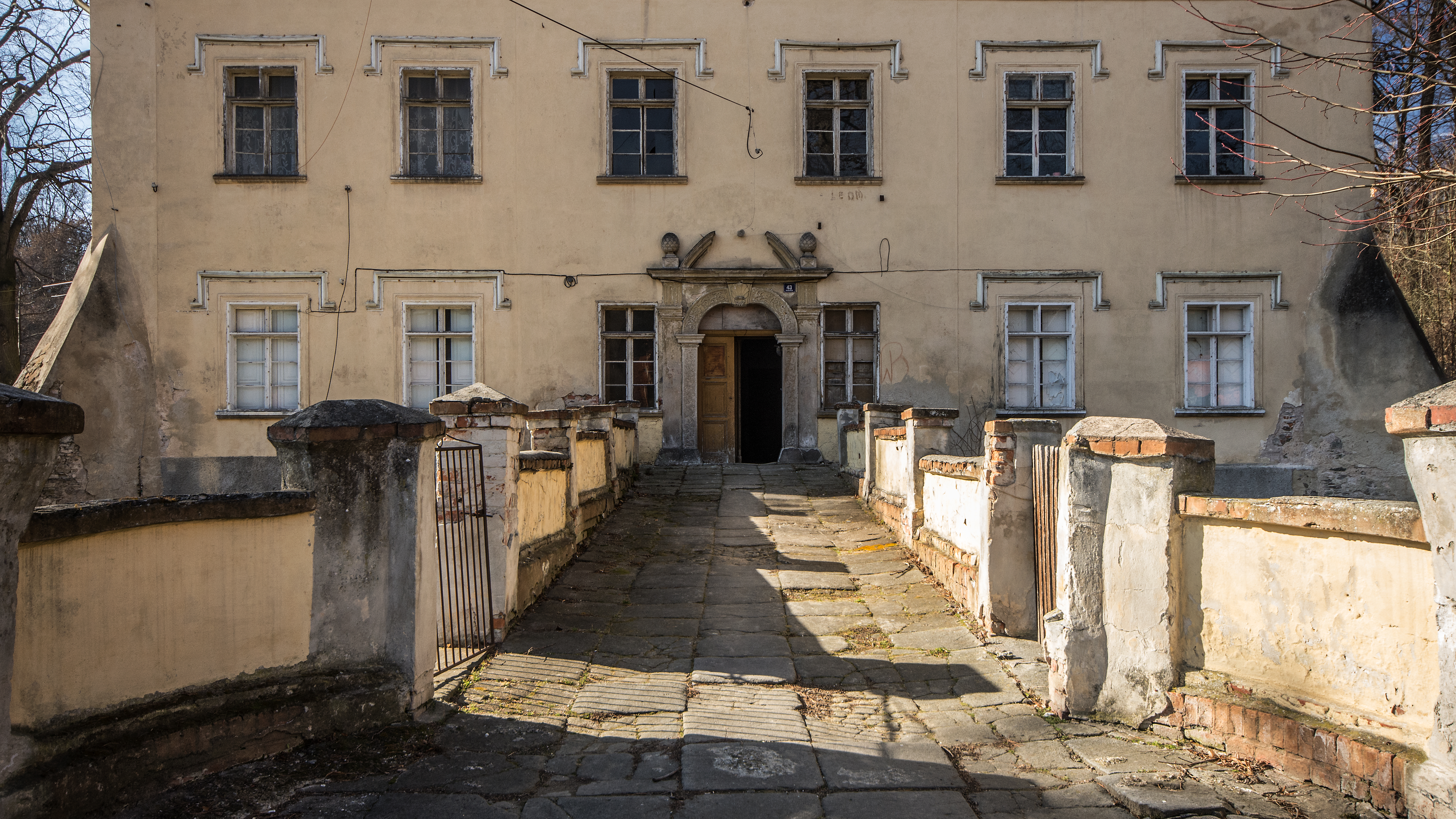
Eingang

Das Schloss Hohenpetersdorf (polnisch Pałac w Pietrzykowie) ist ein Schloss in Pietrzyków (deutsch Hohenpetersdorf) in der Landgemeinde Dobromierz (Hohenfriedeberg) in der Woiwodschaft Niederschlesien in Polen.

## Geschichte
Hohenpetersdorf ist ein alter Rittersitz. Erstmals erwähnt wurde der Ort 1369, als ihn Hans von Czirn an seinen Schwager verpfändete. Nach dem Dreißigjährigen Krieg erscheinen als Eigentümer 1658 Christoph Gottlieb von Nimptsch, 1740 eine Frau von Berg, später Alexander von Maren, 1785 die Frau eines Obristen von Hohendorf und 1845 der Kaufmann und Kommerzienrat Franz Wilhelm Töpfer aus Waldenburg. 1855 erbte es Anna Gräfin von Nayhauss-Cormons von ihrem verstorbenen Vater Otto Sigismund von Treskow-Owinsk. 1931 kaufte das Gut samt Gestüt Hildegard von Kalckreuth geb. Seydel und dessen Bruder Dr. Hans Seydel. Nach dem Übergang an Polen infolge des Zweiten Weltkriegs wurde der Besitz verstaatlicht. Seit 1981 steht das Schloss in der Liste der polnischen Kulturdenkmale.

## Beschreibung
Das heutige Schloss stammt im Kern aus dem 17. Jahrhundert und wurde im 18. und Mitte des 19. Jahrhunderts umgebaut. Zum Schloss gehören ein Landschaftspark sowie Wohn- und Wirtschaftsgebäude.